# Jim Staley
Jim Staley (Illinois, 1950) es un trombonista estadounidense de jazz contemporáneo.

## Historial
Staley comenzó tocando en una banda de la U.S. Army, en Berlín, antes de realizar sus estudios en la Universidad de Illinois, a partir de 1970. En 1978 se trasladó a Nueva York, introduciéndose en su escena de jazz de vanguardia, tocando con la mayor parte de los músicos innivadores de la ciudad, como John Zorn, el guitarrista Elliott Sharp, o la vocalista Shelley Hirsch, con los que realizó numerosas grabaciones, al igual que con el grupo Tone Road Ramblers, un conjunto de música clásica contemporánea. 

## Estilo
Staley ocupa una posición poco frecuente entre los trombonistas de jazz, a medio camino del jazz contemporáneo y la música clásica de vanguardia. Ha desarrollado sus propias técnicas instrumentales, tocando grupos de cuatro notas, ejecutadas con una gran velocidad, lo que genera una sensación de acorde. Se ha especializado en los registros medio-bajos del instrumento. Ha reconocido influencias de músicos de free jazz como George Lewis o Stuart Dempster

## Discografía seleccionada
- Don Giovani (Einstein Records, 1992)
- Mumbo Jumbo  (Einstein Records, 1994) con John Zorn, Bill Frisell y Elliott Sharp.
- Nothern Dancers (Einstein Records, 1996) con John Zorn y Zeena Parkins.
- Bild Pursuits (Einstein Records, 1997)
- Scattered Thoughts (Einstein Records, 2010) con Joey Baron y William Parker.